# テンダー (ブラーの曲)
「テンダー」 (Tender) は、イギリスのオルタナティヴ・ロックバンド、ブラーの楽曲。1999年、アルバム『13』からのリードシングル。

## 概要
グレアムのボーカル・パートを設置し、デーモンとの掛け合いを演出する哀愁漂うスロウ・バラード。バックにロンドン・コミュニティ・ゴスペル・クワイアによる大掛かりなコーラスを動員している。サビの"Oh My Baby"のフレーズは、グレアムの発案によるもの。
ブリトニー・スピアーズの「ベイビー・ワン・モア・タイム」に阻まれ、1位を逃した。